# Benny
Benny, též Benny/29A, vlastním jménem Marek Střihavka (* 24. března 1982 Brno), je český programátor, který je známý zejména psaním počítačových virů v rámci mezinárodní skupiny 29A. Po svém odchodu z této skupiny v roce 2003 přešel do ZONER software, kde pracoval jako hlavní vývojář antivirového programu Zoner AntiVirus. Kromě toho od roku 2012 pracuje jako vývojář v Safetica Technologies. Na konci roku 2004 se dostal do povědomí veřejnosti, když se stal podezřelým z napsání červu SQL Slammer a při následném policejním zátahu mu byla zabavena výpočetní technika.

## Životopis
Benny začal s programováním ve svých 13 letech v jazyce Pascal, krátce nato se dostal k C, C++ a assembleru, ve kterém později napsal většinu svých virů. Na rozdíl od jeho vrstevníků ho více bavilo programovat a experimentovat se systémem než hrát počítačové hry. Samostudium ho později dovedlo do skupiny 29A, kde publikoval své výtvory. Má středoškolské vzdělání v oboru informačních technologií a je hlavním autorem antivirového programu Zoner AntiVirus. Kromě programování se zabývá i psaním, v roce 2001 sepsal knihu o internetové bezpečnosti Vaše bezpečnost a anonymita na Internetu. Podílel se také na překladu knih Hacking — umění exploitace a Počítačové viry — analýza útoku a obrana.

## Skupina 29A
V rámci skupiny 29A, ve které působil v letech 1999 až 2003, se dostal k psaní počítačových virů a publikování článků o počítačové bezpečnosti. Mezi jeho nejznámější výtvory patří první virus pro platformu .NET, první virus využívající NTFS Alternative Data
Streams, první virus běžící zároveň na Windows a Linuxu, první vícevláknový virus a virus inspirovaný genetickými algoritmy. Je také spoluautorem viru Inta (Installer), což je první virus napsaný pro Windows 2000, jenž byl zveřejněn měsíc před oficiálním vydáním tohoto operačního systému. Své výtvory nikdy nešířil, účelem této skupiny byl technologický pokrok a hledání bezpečnostních rizik. Skupina často informovala vývojáře zasaženého softwaru a antivirové společnosti několik měsíců před zveřejněním svého kódu.

## Policejní zátah
Po odchodu ze skupiny 29A na začátku roku 2003 se Benny o psaní virů přestal zajímat a o rok později přijal pozici v softwarové firmě ZONER software, což bylo označováno za kontroverzní krok. Přestože se Benny téměř dva roky psaním virů nezabýval, byl u něj dne 25. listopadu 2004 proveden policejní zátah, při němž byl zabaven jeho osobní počítač a programové vybavení. Bylo tak učiněno z důvodů podezření z autorství červu SQL Slammer, které však nikdy nebylo prokázáno. Týden po policejním zásahu televize Nova odvysílala reportáž, jež byla kritizována několika českými blogery pro její zaujatost. Autor reportáže Ivan Břešťák v ní protagonistu označoval jako Kabrňák Benny.